# 奈良県道138号赤滝五條線
奈良県道138号赤滝五條線（ならけんどう138ごう あかたきごじょうせん）は、奈良県吉野郡黒滝村から五條市に至る一般県道である。

## 概要
吉野郡黒滝村大字赤滝から五條市野原西1丁目に至る。

### 路線データ
- 起点：吉野郡黒滝村大字赤滝
- 終点：五條市野原西1丁目（国道168号交点）

## 歴史
- 2022年（令和4年）9月30日 - 吉野郡下市町長谷地内の長谷工区 かけん谷橋（26 m）が供用開始した[1]。

## 路線状況

### 重複区間
- 奈良県道48号洞川下市線（吉野郡黒滝村大字中戸 - 吉野郡黒滝村大字寺戸）
- 国道309号（吉野郡黒滝村大字桂原・吉野郡下市町大字長谷）
- 五條吉野広域農道（五條市西吉野町奥谷）

### 道路施設

#### 橋梁
- 新黒滝橋（黒滝川、吉野郡黒滝村）
- 岩坂新橋（丹生川、吉野郡下市町、国道309号重複区間内）
- かけん谷橋（吉野郡下市町）

#### トンネル
- 丹生トンネル：延長570 m、2016年（平成28年）竣工、吉野郡下市町（国道309号重複区間内）

#### 道の駅
- 吉野路 黒滝（吉野郡黒滝村、国道309号重複区間内）

## 地理

### 通過する自治体
- 奈良県
  - 吉野郡黒滝村 - 吉野郡下市町 - 五條市

### 交差する道路
| 交差する道路                                   | 市町村名 | 市町村名 | 交差する場所   | 交差する場所 |
| ---------------------------------------------- | -------- | -------- | -------------- | ------------ |
| 奈良県道48号洞川下市線 重複区間起点            | 吉野郡   | 黒滝村   | 大字中戸       |              |
| 奈良県道48号洞川下市線 重複区間終点            | 吉野郡   | 黒滝村   | 大字寺戸       |              |
| 国道309号 重複区間起点                         | 吉野郡   | 黒滝村   | 大字桂原       |              |
| 国道309号 重複区間終点                         | 吉野郡   | 下市町   | 大字長谷       |              |
| 奈良県道20号下市宗桧線                         | 五條市   | 五條市   | 西吉野町八ツ川 |              |
| 五條吉野広域農道 / フルーツロード 重複区間起点 | 五條市   | 五條市   | 西吉野町奥谷   |              |
| 五條吉野広域農道 / フルーツロード 重複区間終点 | 五條市   | 五條市   | 西吉野町奥谷   |              |
| 国道168号                                      | 五條市   | 五條市   | 野原西1丁目    | 終点         |

### 沿線
- 黒滝村役場
- 黒滝村立黒滝小学校
- 黒滝村立黒滝中学校
- 黒滝郵便局
- 黒滝森物語村
- 丹生川上神社下社
- 下市町森林公園・やすらぎ村
- 一の木ダム
- 辯天宗総本山如意寺
- 智辯学園中学校・高等学校